# Ace Attorney Investigations: Miles Edgeworth
Ace Attorney Investigations: Miles Edgeworth, conhecido no Japão como Gyakuten Kenji (japonês: 逆転検事, literalmente "Turnabout Prosecutor"), é um jogo eletrônico de aventura desenvolvido pela Capcom para o Nintendo DS. É um spin-off da série Ace Attorney, e se passa cronologicamente entre Phoenix Wright: Ace Attorney - Trials and Tribulations e Apollo Justice: Ace Attorney. O jogo foi lançado no Japão em 28 de maio de 2009 e em 16 de fevereiro de 2010 nas Américas.

## Jogabilidade
Investigations: Miles Edgeworth é um jogo padrão de aventura em Point-and-click, com o jogador controlando os movimentos de Edgeworth e os objetos/pessoas com os quais ele interage. Em cada caso, o objetivo é coletar evidência e determinar quem foi o culpado, qual foi seu motivo e como o crime foi cometido. Para isso, há uma combinação de visão em terceira pessoa mostrando os personagens na cena do crime, e imagens animadas dos personagens, acompanhadas de diálogo em texto. Em alguns casos, imagens estáticas são usadas para enfatizar cenas dramáticas.
A jogabilidade é semelhante à dos outros jogos da série Ace Attorney, com seções de investigação e julgamento, com refutações tomando o lugar dos interrogatórios dos jogos principais da série. O jogo alterna entre as duas seções em cada caso, até que o caso esteja resolvido; o jogador geralmente tem a opção de salvar o jogo entre cada mudança de seção. Há uma espécie de medidor, que revela quão próximo Edgeworth está de descobrir a verdade sobre o caso; cometer erros pode levar à perda de uma fração da barra. Se a barra se tornar vazia, o caso será solucionado de uma forma ruim (como por exemplo, com a prisão de uma pessoa inocente); então o jogador deverá retornar de seu último ponto salvo.